# 悼懷王 (箕子朝鲜)
職（？—前776年），是古朝鲜之箕子朝鲜的君主，子姓。东史年表认为在位於前778年至前776年，諡號悼懷王（韓語：도회왕），後王位由兒子優繼承。